# Mercenac
 Mercenac  es una población y comuna francesa, en la región de Mediodía-Pirineos, departamento de Ariège, en el distrito de Saint-Girons y cantón de Saint-Lizier.

## Demografía
La evolución del número de habitantes se conoce a través de los censos de población llevados a cabo en la comuna desde 1793. A partir del 1 de enero de 2009, las poblaciones legales de las comunas se publican anualmente en el marco de un censo que ahora se basa en una recolección anual de información, relativa sucesivamente a todos los territorios comunales durante un período de cinco años. Para los municipios con menos de 10 000 habitantes, se realiza una encuesta censal que abarca toda la población cada cinco años, estimándose las poblaciones legales de los años intermedios por interpolación o extrapolación. Para el municipio, se realizó el primer censo exhaustivo bajo el nuevo sistema en 2005.
| 290 | 266 | 230 | 178 | 219 | 251 |
| Para los censos de 1962 a 1999 la población legal corresponde a la población sin duplicidades (Fuente: INSEE [Consultar]) |     |     |     |     |     |